# Receptor adrenérgico alfa 1
El receptor adrenérgico α1 es uno de los tipos de receptores adrenérgicos presentes en la membrana plasmática de ciertas células, cuya función principal es la vasoconstricción. Existen varios subtipos de receptores α, los cuales tienen funciones en común con el receptor α1, pero este tiene sus funciones que le son específicas.

## Mecanismo de acción
Los receptores adrenérgicos α1 son miembros de una familia de receptores asociados a la proteína G. Con su activación, una proteína heterotrimérica G, llamada Gq activa a la fosfolipasa C, que a su vez produce un aumento en el inositol trifosfato (IP3) y del calcio intracelular. lo cual se viene beneficiando a ciertos recursos

## Agonistas
Algunos agonistas de los receptores α1 adrenérgicos incluyen los medicamentos:
- noradrenalina
- adrenalina (a dosis elevadas o intravenosa)
- isoprenalina (se considera a efectos prácticos un agonista beta)
- fenilefrina (descongestionante nasal)
- Nafazolina (descongestionante nasal)
- Fenilpropanolamina
- metoxamina
- cirazolina
- oximetazolina (descongestionante nasal)

La adrenalina tiene una afinidad mayor por el receptor que la noradrenalina, la cual tiene una mayor afinidad que la isoprenalina.

## Antagonistas
Algunos antagonistas de los receptores α1 adrenérgicos incluyen los medicamentos:
- mirtazapina (antidepresivo noradrenérgico específico serotonérgico)
- fenoxibenzamina (en la hipertensión)
- fentolamina (en una emergencia hipertensiva)
- prazosina (en la hipertensión)
- tamsulosina (en la hiperplasia benigna de próstata)
- terazosina (en la hipertrofia benigna de próstata e hipertensión)
- doxazosina (en la hipertrofia benigna de próstata e hipertensión)

## Subtipos
Existen tres subtipos de receptores α1: alfa-1A, -1B y -1D, todos ellos usan a la familia Gq/11 de proteínas G para la transducción de señales y cada subtipo tiene su patrón específico de activación, diferente a la de los demás subtipos.